# New Plymouth (Idaho)
New Plymouth è una città degli Stati Uniti d'America, situata nello Stato dell'Idaho, nella Contea di Payette.